# V wie Vendetta (Film)
V wie Vendetta (Originaltitel: V for Vendetta) aus dem Jahr 2005 ist eine Verfilmung des gleichnamigen Comics von Alan Moore und David Lloyd.
Der Film wurde von Joel Silver produziert, Regie führte James McTeigue, das Drehbuch stammt von den Wachowskis (Matrix). Der weltweite Filmstart war der 16. März 2006.
Der Film spielt im dystopischen, futuristischen London um das Jahr 2020. Die Geschichte folgt V, einem maskierten Freiheitskämpfer, der im Kampf gegen den totalitären Staat gleichzeitig persönliche Rache verfolgt (ital. vendetta für Blutrache) und eine gesellschaftliche sowie politische Revolution vorbereitet.

## Handlung
In einem totalitär geführten Großbritannien unter dem autokratischen Großkanzler Adam Sutler, dem Führer der faschistischen Nordfeuer-Partei, herrschen Verfolgung von Dissidenten sowie eine komplette Kontrolle der Medien vor. Diese Form der Regierung konnte sich durchsetzen, da sie den verängstigten Bürgern Sicherheit versprach in einer Zeit, in der in den Vereinigten Staaten ein Bürgerkrieg herrschte und ein Virus fast 100.000 Bürger tötete. Der despotische Sutler versprach geordnete Zustände in Großbritannien, wurde dafür gewählt und konnte infolgedessen eine Diktatur errichten.
Ein unbekannter, maskierter Mann namens V widersetzt sich der Führung, indem er führende Mitglieder des Regimes tötet. Wie sich im Verlauf des Filmes herausstellt, ist er der einzige Überlebende eines früheren Zwangsexperiments an „abweichenden“ Teilen der Bevölkerung zur Erforschung einer Viruskultur. Diese wurde zur Machtübernahme der Führungsriege letztendlich gegen die Bevölkerung eingesetzt. Unter den Opfern Vs, der eine Guy-Fawkes-Maske trägt und in seiner Sprache motivisch die Pulververschwörung nutzt, um seine Rache an der Führungsriege zu unterstreichen, befinden sich vornehmlich die Leiter der Gefangenenanstalt, in der die Experimente durchgeführt wurden, die mittlerweile allesamt hohe Posten bekleiden beziehungsweise Teile der Führung sind.
Bei einer seiner Aktionen rettet V die junge Evey vor einer Vergewaltigung durch Agenten der Regierung, den sogenannten Fingermännern. V nimmt sie mit sich in sein Versteck, wo sie seine Sammlung von kulturellen Gegenständen, die von der Zensurbehörde verboten wurden, bestaunt. V hat durch Übernahme der Medien am 5. November (dem Tag der Pulververschwörung) die unterdrückte, aber noch verblendete Bevölkerung zu einem Aufstand am 5. November des nächsten Jahres aufgerufen. Durch seine Aktionen begünstigt er die Aufklärung der Bevölkerung über die Hintergründe der Landesführung, sodass der Aufstand zum Ende des Filmes tatsächlich stattfindet. Evey, die V zunächst verlassen hatte, wird von ihm in sein Versteck zurückgeholt, das er jedoch als Foltergefängnis inszeniert. V lässt sie in dem Glauben, sie sei Gefangene der Regierung, und foltert sie, bis Evey über sich hinauswächst und keine Angst mehr um ihre eigene Existenz hat. Evey erkennt, dass V ihr gegenüber einen besonderen Beschützerinstinkt entwickelt hat.
V bietet dem ranghohen Politiker Creedy einen Deal an, woraufhin dieser Kanzler Sutler an ihn ausliefert. Bei der Auslieferung kommen jedoch beide um, und V wird schwer verwundet. Er kann sich zum Treffen mit Evey zurückschleppen und stirbt in ihren Armen. Sie leitet daraufhin in Gegenwart des Polizisten Finch, der hinter Vs Plan und die Geschichte der Gefangenenanstalt gekommen ist, die symbolträchtige Sprengung der Houses of Parliament ein, was vor den Augen einer großen, dem Aufstandsaufruf gefolgten Masse der Bevölkerung in Guy-Fawkes-Verkleidung geschieht.

## Hintergrund

### Produktion und Veröffentlichung
Viele der Beteiligten an V wie Vendetta arbeiteten bereits bei der Matrix-Trilogie zusammen. 1988 sicherte sich der Matrix-Produzent Joel Silver die Rechte an zwei Alan-Moore-Verfilmungen: V wie Vendetta und Watchmen. Die Wachowski-Geschwister hatten bereits Mitte der 1990er Jahre ein Drehbuch für eine Verfilmung geschrieben. Während der Produktion von Matrix Reloaded und Matrix Revolutions überarbeiteten sie dieses und legten sich auf James McTeigue als Regisseur fest.
Die Dreharbeiten begannen am 7. März 2005 im ebenfalls koproduzierenden Studio Babelsberg in der brandenburgischen Landeshauptstadt Potsdam. Innenaufnahmen entstanden dort zudem im ehemals kaiserlichen Schloss Babelsberg im gleichnamigen Park. Weitere Dreharbeiten fanden in der 1994 stillgelegten U-Bahn-Station Aldwych sowie am Palace of Westminster und am Big Ben statt. An den letzten beiden Drehorten durfte ausschließlich zwischen Mitternacht und 4.30 Uhr in der Nacht gedreht werden, wobei der Straßenverkehr maximal für vier Minuten stillgelegt werden durfte. Die Dreharbeiten sollten bis zum 8. Juni 2005 abgeschlossen werden, jedoch konnte dies aus produktionstechnischen Gründen nicht verwirklicht werden. So wurde der weltweite Filmstart vom 5. November 2005, dem Guy-Fawkes-Tag, auf den 16. März 2006 verlegt, darunter auch der Filmstart in Deutschland und der Schweiz. In Österreich sowie dem Vereinigten Königreich war der Film einen Tag später zu sehen. Vorab war der Film bereits am 11. Dezember 2005 in den USA beim Austin Butt-Numb-A-Thon sowie bei den Internationalen Filmfestspielen in Berlin zu sehen. Das Budget des Films wurde auf 54 Millionen US-Dollar geschätzt. Am Eröffnungswochenende spielte der Film in den USA über 25,6 Millionen US-Dollar ein, im Vereinigten Königreich waren es knapp 1,2 Millionen Pfund Sterling. Die Gesamteinnahmen in den USA beliefen sich auf mehr als 70,5 Millionen US-Dollar, während im Vereinigten Königreich über 3,3 Millionen Pfund Sterling eingespielt wurden. Die weltweiten Einnahmen beliefen sich auf über 131,4 Millionen US-Dollar. An den deutschen Kinokassen wurden knapp 236.000 Zuschauer gezählt. In Deutschland wurde der Film am 9. März 2007 von Warner Home Video auf DVD mit einer FSK-16-Freigabe veröffentlicht.
Natalie Portman wurde bei der Besetzung der Rolle der Evey der Vorzug vor Keira Knightley, Scarlett Johansson und Bryce Dallas Howard gegeben. James Purefoy war der ursprüngliche Darsteller des maskierten Rächers, er stieg aber wegen künstlerischer Differenzen aus den bereits laufenden Dreharbeiten aus und wurde durch Hugo Weaving ersetzt. Die bereits mit Purefoy gedrehten Szenen wurden von Weaving nachsynchronisiert. Purefoy wollte nicht im gesamten Film die Maske tragen, während dies für die Wachowski-Geschwister ein entscheidender Punkt des Films war.
Der Film ist Adrian Biddle gewidmet, dem Kameramann des Films, der am 7. Dezember 2005 an einem Herzinfarkt verstarb.

### Abweichungen vom Comic
Während der Comic in den 1990er Jahren spielt, findet die Handlung des Films um das Jahr 2020 statt. Viele Personen wurden grundlegend geändert. Finch kommt nicht durch einen LSD-Trip auf Vs Spur. Evey schlüpft nicht in Vs Rolle und versucht nicht, durch Prostitution Geld zu verdienen. Der Großkanzler Adam Sutler wird – anders als im Comic – nicht als nachdenklicher und asketischer Ordnungshüter gezeichnet, sondern von Anfang an zum größenwahnsinnigen Schurken stilisiert. Im Film werden Guy-Fawkes-Masken an die Bevölkerung verteilt, was im Comic nicht der Fall ist. Hier wird das Überleben der Ideen Vs dadurch gezeigt, dass Evey nach seinem Tod in seine Rolle schlüpft und sich öffentlich zeigt. Im Film wird V beim Ausbruch schwer von Feuer verbrannt und verunstaltet, während es im Comic möglich ist, dass er wie jeder normale Bürger aussieht. Auch die Liebesbeziehung zwischen Evey und V kommt so nicht in der Vorlage vor. Alan Moore hat daher auch von der Produktionsfirma verlangt, nicht mit dem Film in Verbindung gebracht zu werden, da der Film nichts mit der Absicht des Comics zu tun habe, er wird auch nicht im Abspann erwähnt, sondern nur der Illustrator David Lloyd.

### Filmmusik
Die Filmmusik stammt vom italienischen Komponisten Dario Marianelli und enthält zusätzlich zu eigens für den Film komponierten Stücken die Titel Cry Me a River von Arthur Hamilton, I Found a Reason von Cat Power, Bird Gerhl von Antony and the Johnsons und Long Black Train von Richard Hawley. Die Filmmusik wurde am 21. März 2006 bei Astralwerks veröffentlicht.
Während der Sprengungen des Old Bailey und des Westminster-Palastes ertönt ein klassisches Musikstück. Es handelt sich dabei um Auszüge der Ouvertüre 1812 von Tschaikowski. Dieses Element der Filmmusik ist auf der Originalfilmmusik im Stück mit dem Titel Knives And Bullets (And Cannons Too) zu finden, welches mit Marianellis Partitur beginnt und mit einem Auszug der Ouvertüre 1812 endet. Als V mit Creedy verhandelt, wird Ludwig van Beethovens 5. Symphonie eingespielt.

## Besetzung und Synchronisation
Hugo Weaving, der die Rolle des V übernahm, musste in der englischsprachigen Originalfassung sämtliche Dialoge nachträglich einsprechen, weil jeder Versuch der Integration eines Mikrofons in der Maske fehlschlug. Die deutschsprachige Synchronfassung des Films wurde von RC Production Rasema Cibic in Berlin nach dem Dialogbuch von Marius Clarén unter der Dialogregie von Tobias Meister angefertigt.
| Figur                              | Darsteller       | Deutscher Sprecher       |
| ---------------------------------- | ---------------- | ------------------------ |
| V/William Rockwood                 | Hugo Weaving     | Oliver Stritzel          |
| Evey Hammond                       | Natalie Portman  | Manja Doering            |
| Eric Finch                         | Stephen Rea      | Reinhard Kuhnert         |
| Peter Creedy                       | Tim Pigott-Smith | Christian Rode           |
| Gordon Deitrich                    | Stephen Fry      | Hubertus Bengsch         |
| Adam Sutler                        | John Hurt        | Jürgen Thormann          |
| Dominic Stone                      | Rupert Graves    | Tom Vogt                 |
| Roger Dascomb                      | Ben Miles        | David Nathan             |
| Delia Surridge                     | Sinéad Cusack    | Kerstin Sanders-Dornseif |
| Bischof Lilliman                   | John Standing    | Friedhelm Ptok           |
| Denis                              | Martin Savage    | Stefan Krause            |
| erster Fingermann mit Tweed-Mantel | Ian Burfield     | Wolfgang Condrus         |
| Brain Etheridge                    | Eddie Marsan     | Lutz Schnell             |
| Fred                               | Andy Rashleigh   | Roland Hemmo             |
| Jones                              | Joseph Rye       | Hans Hohlbein            |
| Lewis Prothero                     | Roger Allam      | Hans-Werner Bussinger    |
| Patricia                           | Cosima Shaw      | Andrea Großmann          |
| Valerie Page                       | Natasha Wightman | Claudia Urbschat-Mingues |
| Wilson                             | Malcolm Sinclair | K. Dieter Klebsch        |

## Rezeption
V wie Vendetta erhielt ein eher gutes Presseecho, was sich auch in den Auswertungen US-amerikanischer Aggregatoren widerspiegelt. So erfasst Rotten Tomatoes überwiegend positive Besprechungen und ordnet den Film dementsprechend als „Zertifiziert Frisch“ ein. Laut Metacritic fallen die Bewertungen im Mittel „Grundsätzlich Wohlwollend“ aus.

„Die Wachowski-Brüder und ihr Regisseur James McTeigue haben aus dem Comic eine wunderbar düsterbunte Anarcho-Fantasie gemacht, an der Malcolm McLaren seine Freude haben wird. Auch wenn über Orwelliaden wie diese die Zeit hinweggegangen ist: in seiner Detailtreue und dialektischen Klugheit ist V wie Vendetta die beste Comic-Verfilmung seit langem.“

„werkgetreue Verfilmung von Alan Moores Kultcomic, die gelegentliche Geschwätzigkeit durch Stilsicherheit und Radikalität kompensiert“

„Optisch wie inszenatorisch effektsichere Verfilmung eines populären Comic Strips, die in der Rechtfertigung des terroristischen Befreiungskampfs freilich nicht gerade subtile Töne anschlägt.“

„Aus einem mittelmäßigen Drehbuch machen alle Beteiligten (und zu denen gehört immerhin ein Teil der britischen Schauspielerelite, die sich für Nebenrollen hier nicht zu schade ist) noch das Beste. Ein echter Blockbuster wird »V wie Vendetta« vielleicht nicht werden, aber als Comicverfilmung macht der Streifen eine solide Figur.“

Der Film, die Darsteller sowie die Filmcrew wurden mit diversen Filmpreisen ausgezeichnet und erhielten darüber hinaus zahlreiche weitere Nominierungen. Beim Manaki Brothers Film Festival wurde Adrian Biddle 2006 mit dem Special Award ausgezeichnet. Bei den San Diego Film Critics Society Awards wurde Owen Paterson in der Kategorie Best Production Design ausgezeichnet.
Natalie Portman wurde 2006 mit einem SFX Award als beste Schauspielerin ausgezeichnet. 2007 erhielt sie einen Saturn Award in derselben Kategorie. Der Film wurde für einen Saturn Award als bester Science-Fiction-Film nominiert, während Larry Wachowski und Andy Wachowski für das beste Drehbuch und Sammy Sheldon, der für die Kostümarbeiten lediglich fünf Wochen Vorbereitungszeit hatte, für das beste Kostüm nominiert wurden.